# Stylisma patens
Stylisma patens är en vindeväxtart som först beskrevs av Louis Auguste Joseph Desrousseaux, och fick sitt nu gällande namn av Myint. Stylisma patens ingår i släktet Stylisma och familjen vindeväxter.

## Underarter
Arten delas in i följande underarter:
- S. p. angustifolia
- S. p. patens